# 競進社模範蚕室

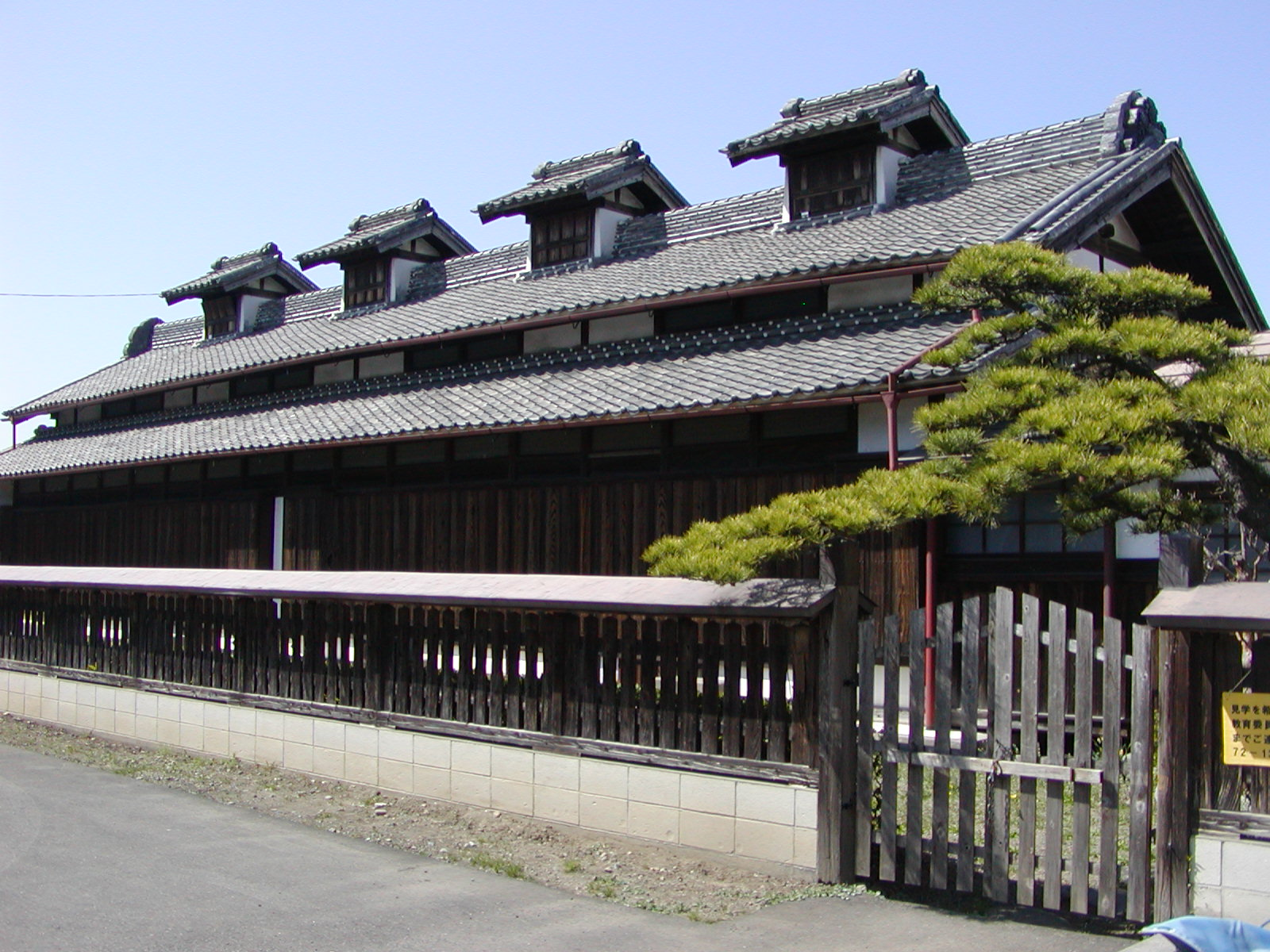
競進社模範蚕室（2004年4月）

競進社模範蚕室（きょうしんしゃもはんさんしつ）は、埼玉県本庄市に所在する1894年（明治27年）に建設された養蚕専用蚕室。日本の近代化遺産（絹産業遺産）としても知られており埼玉県指定文化財である（1970年3月30日指定）。

## 概要
1894年（明治27年）に木村九蔵によって児玉養蚕伝習所内に開設された。木村は少年期から養蚕に興味を持ち、1872年（明治5年）に飼育法「一派温暖育」を発表し、1884年（明治17年）に児玉養蚕伝習所を開設していた。模範蚕室は温暖飼育法の効果が十分に発揮できるよう設計されている。
建物は1970年（昭和45年）に埼玉県指定文化財となり、1980年（昭和55年）10月から1981年（昭和56年）3月にかけて解体修理が行われた。その後、1982年（昭和57年）に埼玉県から児玉町に移管。2006年（平成18年）の合併で本庄市競進社模範蚕室となった。
2007年度（平成19年度）には彩の国景観賞を受賞している。
世界遺産富岡製糸場と絹産業遺産群と共に、関連文化財として観光案内されることが多い。なお、競進社養蚕学校を前身とする埼玉県立児玉白楊高等学校には競進社資料記念館が設置されている。

## 建物
- 構造：中二階建切妻桟瓦葺高窓付[2]
- 面積：153平方メートル[2]

## 所在地
- 本庄市児玉町児玉2514-27